# واشینگتن (مین)
واشینگتن (به انگلیسی: Washington) یک منطقهٔ مسکونی در ایالات متحده آمریکا است که در شهرستان ناکس، مین واقع شده‌است. واشینگتن ۱۰۱٫۵۳ کیلومتر مربع مساحت و ۱٬۵۹۰ نفر جمعیت دارد و ۱۰۳ متر بالاتر از سطح دریا واقع شده‌است.